# Santo Stefano Lodigiano
Santo Stefano Lodigiano – miejscowość i gmina we Włoszech, w regionie Lombardia, w prowincji Lodi.
Według danych na rok 2004 gminę zamieszkiwało 1788 osób, 178,8 os./km².